# Бесєдін Аскольд Миколайович
Аскольд Миколайович Бесєдін ( 22 вересня 1934, Харків — 10 січня 2009, Санкт-Петербург ) — радянський естрадний і камерний співак, баритон. 

## Біографія
У 1958 році закінчив оперно-камерний клас Київської консерваторії, у тому ж році отримав  перемогу на 3-му Всесоюзному конкурсі артистів естради. При цьому серйозно до естрадної  діяльності артист тоді не відносився, вважаючи своїм покликанням камерне виконання.
У той же період Бесєдін почав виступати в оркестрі Олега Лундстрема. У репертуарі співака були пісні А. Цфасмана, К. Караєва, А. Бабаджаняна. У 1959 році вийшла перша пластинка із записами молодого виконавця — збірник оркестру Лундстрема, в який увійшли три ноктюрна, які виконував Аскольд. Окрім того, деякі з виконаних ним разом з оркестром композицій тих років увійшли у ретро-збірник колективу «Не сумуй! З чого починався Лундстрем», виданий фірмою «Мелодія» у 2008 році.
Деякий час Бесєдін працював у Московському театрі оперети. Композитор Людмила Лядова спеціально для нього написала оперету «Під чорною маскою», яка вийшла на сцену театру 12 травня 1961 року. І все ж він пішов у Московську філармонію, де впродовж семи років виступав із камерними творами.
У 1962 році Аскольд Бесєдін взяв участь в озвученні мультфільму «Дикі лебеді», виконавши арію молодого короля.
19 і 20 березня 1963 року в Мінську прозвучала 13 симфонія Шостаковича у виконанні Аскольда Бесєдіна. Заради цього виступу Бесєдіним були скасовані всі концерти у Москві і він, покинувши все, приїхав у Мінськ. На виступі був присутній сам Дмитро Шостакович. Не дивлячись на чудове виконання, яке сподобалося і автору симфонії, записаний твір був не з Бесєдіним.
Із середини 1970-х популярність співака пішла на спад, а кількість виступів і гастролей почала зменшуватися. У 1991 році Аскольд вийшов на пенсію, уже будучи практично забутим публікою.
У 2006 році переїхав з Москви у Санкт-Петербург. Помер 10 січня 2009 року у віці 74 років.

## Записи
Всього вийшло 3 сольних пластинки співака, котрі не перевидавались із 1971 року. Записи зроблені під акомпонемент інструментального ансамблю під управлінням А. Тартаковського.